# Puchar Szwecji w piłce siatkowej mężczyzn
Puchar Szwecji w piłce siatkowej mężczyzn (szw. Svenska Cupen) - cykliczne rozgrywki w piłce siatkowej organizowane corocznie przez Szwedzki Związek Piłki Siatkowej (szw. Svenska Volleybollförbundet, SVBF) dla szwedzkich męskich drużyn klubowych. 
Rozgrywki o siatkarski Puchar Szwecji rozgrywane są od 2007 roku. Pierwszym zwycięzcą tych rozgrywek został klub Vingåkers VK. Dotychczas żaden zespół nie zdobył pucharu więcej niż jeden raz.

## Zwycięzcy
| Sezon                  | 1. miejsce         | 2. miejsce         | 3. miejsce                   |
| Puchar Szwecji         | Puchar Szwecji     | Puchar Szwecji     | Puchar Szwecji               |
| ---------------------- | ------------------ | ------------------ | ---------------------------- |
| 2007                   | Vingåkers VK       | Sollentuna VK      | Team Valla Örkelljunga VK    |
| 2008                   | Örkelljunga VK     | VBK Tierp          | Habo WK 87                   |
| 2009                   | VBK Tierp          | Habo WK 87         | Vingåkers VK Örkelljunga VK  |
| 2010                   | Falkenbergs VBK    | Örkelljunga VK     | Sollentuna VK                |
| 2011                   | Sollentuna VK      | Falkenbergs VBK    | Habo WK 87 VBK Tierp         |
| Puchar Ligi Szwedzkiej |                    |                    |                              |
| 2012                   | Hylte/Halmstad VBK | Falkenbergs VBK    | Linköpings VC VBK Tierp      |
| 2013                   | Linköpings VC      | Hylte/Halmstad VBK | Falkenbergs VBK Vingåkers VK |

## Bilans klubów
| Klub            | 1. miejsce | 2. miejsce | 3. miejsce |
| --------------- | ---------- | ---------- | ---------- |
| Örkelljunga VK  | 1          | 1          | 2          |
| Sollentuna VK   | 1          | 1          | 1          |
| VBK Tierp       | 1          | 1          | 1          |
| Falkenbergs VBK | 1          | 1          | 0          |
| Vingåkers VK    | 1          | 0          | 1          |
| Habo WK 87      | 0          | 1          | 2          |
| Team Valla      | 0          | 0          | 1          |